# Acontia apricana
Acontia apricana là một loài bướm đêm trong họ Noctuidae.